# Kurija u Božjakovini
Kurija se nalazi u Božjakovini, u općini Brckovljani.

## Opis
Kurija (gostionica) nalazi se u sjevernom dijelu naselja Božjakovina. Sagrađena je u 18. stoljeću u kasnobaroknim stilskim oblicima. Pravokutne je tlocrtne osnove te zaključena dvostrešnim poluskošenim krovištem. Građena je od kamena i opeke te ožbukana glatkom žbukom. Glavno zapadno pročelje raščlanjeno je na sedam prozorskih osi u obje etaže, dok začelje očituje asimetričan raspored prozorskih otvora te je recentno obnovljeno. Unutrašnja organizacija prostora jednostavna je i funkcionalna sa središnjim hodnikom te dvokrakim drvenim stubištem na začelju kojim se pristupa na stambeni kat. Kurija je sačuvala svoju izvornu povijesnu konstrukciju, arhitektonsko oblikovanje i stilske detalje te je skladno uklopljena u krajobraznu vizuru brckovljanskog kraja zbog čega ima arhitektonsku i ambijentalnu vrijednost.

## Zaštita
Pod oznakom Z-6127 zavedena je kao nepokretno kulturno dobro - pojedinačno, pravna statusa zaštićena kulturnog dobra, klasificirano kao "profana graditeljska baština".